# 221B Baker Street

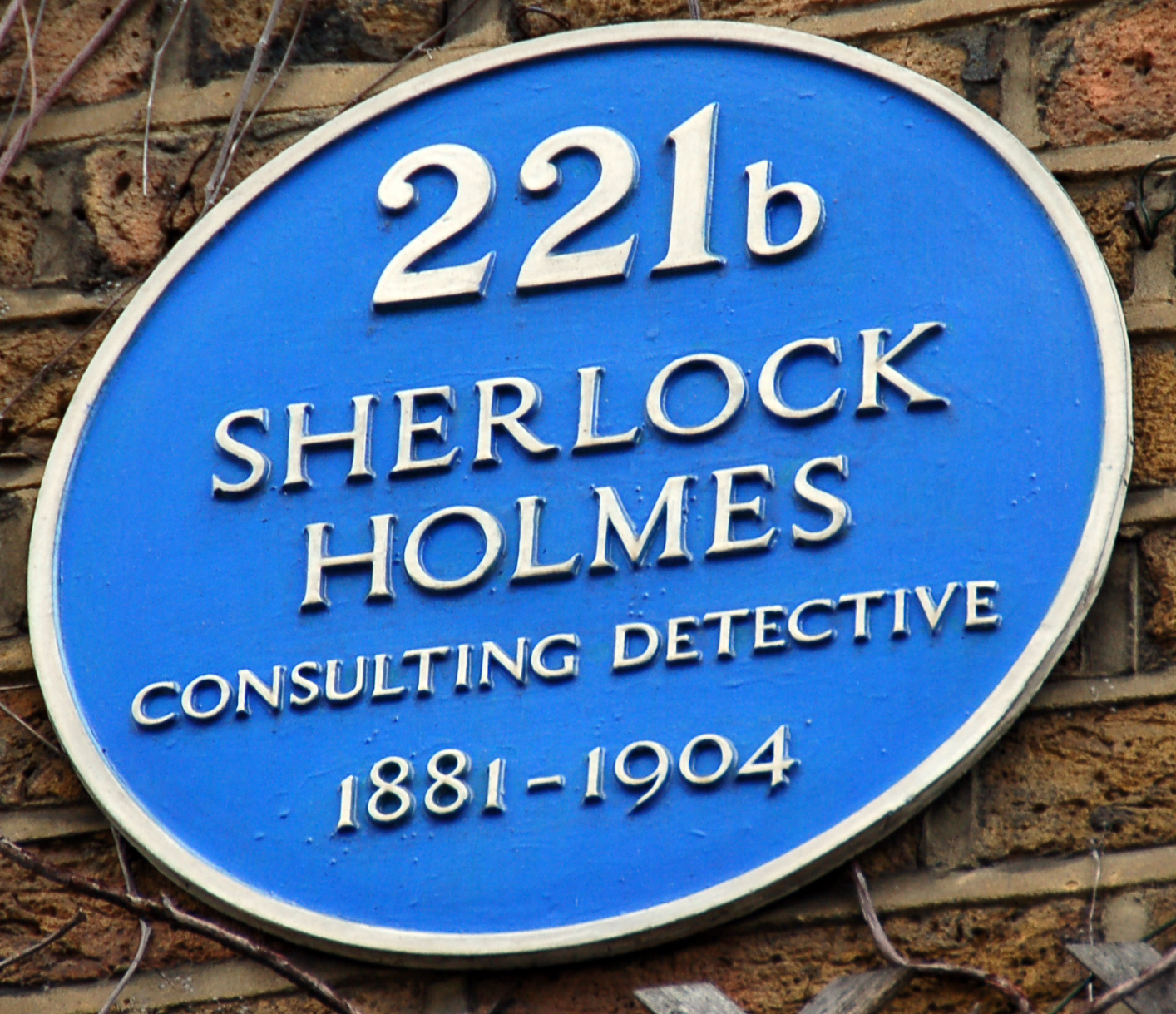
Placa al Museu Sherlock Holmes, al 221B de Baker Street

221B Baker Street és una adreça de la ciutat de Londres on hi havia situada, en la ficció, la residència del detectiu Sherlock Holmes, creat per l'escriptor escocès Arthur Conan Doyle. A l'època de Doyle, el número no existia. Parla per primera vegada de l'habitatge en la novel·la Estudi en escarlata (A Study in Scarlet) de 1887:
| «                                      | We met next day as he had arranged, and inspected the rooms at No. 221B, Baker Street, of which he had spoken at our meeting. They consisted of a couple of comfortable bed-rooms and a single large airy sitting-room, cheerfully furnished, and illuminated by two broad windows. | Com convingut a la nostra reunió, ens vam trobar l'endemà, per mirar l'habitatge al núm. 221B, Baker Street. Tenia un parell de dormitoris còmodes i un gran saló airejat, il·luminat per dues finestres amples. | » |
| — A.C. Doyle, 1987, A Study in Scarlet | | |   |

El carrer Baker Street es troba al barri de West End, zona on aleshores vivien els londinencs benestants. Aquesta àrea inclou els barris de Mayfair, Kensington i Regent's Park. L'adreça se situa al nord de Baker Street, prop del Regent's Park. En realitat, el carrer és molt més estret de com ha estat representat en algunes pel·lícules de Holmes. És una artèria important en el trànsit nord-sud de la ciutat i era tan congestionat a l'època de Holmes com ho és en els nostres temps.

## Història de l'adreça
Era un número fictici, fins que es van reorganitzar els números a la dècada de 1930, els números senars del 215 al 229 es van assignar a un edifici art déco conegut com Abbey House, construït el 1932 per a l'Abbey Road Building Society, que la societat i el seu successor van ocupar fins al 2002. Aquesta banca, durant molt de temps va repondre a les cartes adreçades a Sherlock Holmes. El museu es va estrenar al número 239 del carrer, una casa que corresponia a la mena d'habitatge descrit en les novel·les. Hi ha hagut un conflicte entre la banca i el museu, per tenir el dret de rebre i respondre la correspondència del detectiu.
El 1990, la batllesa de Westminster va decidir d'atorgar el número 221B oficialment al museu, tot i que l'edifici es troba fora de sèrie entre 237 i 241. En el film Bàsil, el ratolí detectiu, el ratolí viu al núm. 221½, un forat al socle del 221B.